# Cheiichnus
Cheiichnus Jensen & Bergström, 2000 es un paragénero de icnofósiles con una única icnoespecie, Cheiichnus gothicus Jensen & Bergström, 2000, descrita a partir de un yacimiento del Cámbrico Inferior en la Formación Haidar de Västergötland (Suecia). 
Las trazas de Cheiichnus se presentan como estructuras en epirelieve de galerías verticales cilíndricas a elípticas de alrededor de 10 milímetros de profundidad con el fondo cóncavo más o menos semiesférico. Este fondo redondeado tiene, en el ejemplar tipo del género, 30 milímetros de anchura y 34 de longutud y posee en su región central una depresión de poca profundidad y acanaladuras de disposición levemente radial poco aparentes. Tanto la galería como la base presentan numerosas marcas similares a arañazos o rayaduras en un patrón aparentemente aleatorio.
Cheiichnus guarda ciertas similitudes con el icnofósil Bergaueria y Conostichus, especialmente cuando su conservación es mala, aunque este no presenta ornamentación y en él aparecen constricciones trasversales. También se asemeja a Rusophycus, especialmente en cuanto a los patrones de rayaduras que presenta, si bien no tiene la característica morfología bilobulada de éste y es más profundo. Ambos icnofósiles son considerados trazas de descanso tipo domichnia en fondos marinos no consolidados, Bergaueria de anémonas y Rusophycus de trilobites. Así Cheiichnus ha sido también interpretado como galerías poco profundas realizadas por trilobites o trilobitomorfos. Con las dimensiones que presentan estas trazas el animal que las realizó quedaría completamente enterrado en el sedimento por lo que suele descartarse que corresponda a galerías de depredación tipo praedichnia a favor de galerías de descanso o morada tipo domichnia.